# Jessica Grabowsky
Jessica Grabowsky, född 8 april 1980 i Siilinjärvi, är en finländsk skådespelerska. 

## Biografi
Grabowsky kommer från en svensktalande familj, då hennes mor kommer från Österbotten. Namnet Grabowsky är ursprungligen polskt. Hon har även ryskt påbrå, då hennes farmor föddes i Ryssland, men flydde med sin mor undan ryska revolutionen till Finland.
2007 tog hon examen från Konstuniversitetets Teaterhögskola i Helsingfors. Hon har bland annat medverkat i TV-serierna Midnattssol och Tjockare än vatten. Hon nominerades 2014 till Jussistatyetten för bästa kvinnliga huvudroll i filmen 8-pallo.
Hon medverkar tillsammans med Pekka Strang i den svensk/finska filmen Tom of Finland från 2017.

## Filmografi
- 2014–2016 – Tjockare än vatten (TV-serie)
- 2016 – Midnattssol (TV-serie)
- 2017 – Tom of Finland
- 2020 – Top Dog (TV-serie)
- 2025 – Färjan (TV-serie)
- 2025 – Rörelser

## Teaterroller (ej komplett)
| År   | Roll | Produktion                         | Regi            | Teater          |
| ---- | ---- | ---------------------------------- | --------------- | --------------- |
| 2010 |      | Fanny och Alexander Ingmar Bergman | Maria Lundström | Svenska Teatern |